# Konfederacja Tatrzańska
Konfederacja Tatrzańska – organizacja ruchu oporu działająca w czasie II wojny światowej na Podhalu.

## Historia

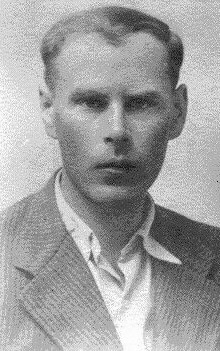
Ppor. Augustyn Suski

Została założona w maju 1941 r. przez poetę Augustyna Suskiego ps. Stefan Borus w Nowym Targu. Organizacja ta ma swoje korzenie ideowe w przedwojennym ruchu ludowym. W szczytowym okresie do organizacji należało około 400 członków. Główny teren działania to Nowy Targ oraz wieś Waksmund. Na czele organizacji znajdowali się: naczelnik Augustyn Suski, zastępca Tadeusz Popek, sekretarz Jadwiga Apostoł.
W końcu lata 1941 r. powołana została jednostka bojowa o nazwie Dywizja Górska kierowana przez majora Edwarda Gött-Getyńskiego ps. Sosnkowski. Jednostka ta tylko w zamierzeniach była dywizją. Faktycznie liczyła kilkudziesięciu partyzantów. Jej terenem działania były Gorce, głównie okolice Turbacza.
Konfederacja Tatrzańska prowadziła działalność wydawniczą (gazetka Na Placówce o nakładzie około 100 egzemplarzy) oraz akcje sabotażowe. Jej działalność miała przeciwstawić się funkcjonowaniu Goralenvolku.
Z powodu błędów organizacyjnych została szybko rozpracowana przez gestapo, nie bez udziału lokalnych konfidentów. W styczniu i lutym 1942 r. nastąpiła fala aresztowań. Augustyn Suski zginął w obozie koncentracyjnym w Auschwitz-Birkenau 26 maja 1942 r. a major Edward Gött-Getyński w tym samym obozie został rozstrzelany 25 stycznia 1943 r. Wcześniej aresztowani członkowie organizacji byli przesłuchiwani i torturowani w siedzibie gestapo w Zakopanem w Hotelu Palace.
Za współpracę z Konfederacją Tatrzańską okupant wielokrotnie pacyfikował wieś Waksmund. Ocaleli partyzanci z Dywizji Górskiej działali do końca wojny pod dowództwem Józefa Kurasia ps. Orzeł, który po pacyfikacji Waksmundu zmienił pseudonim na Ogień. Józef Kuraś w lutym 1947 r., kiedy jego oddział został okrążony przez Korpus Bezpieczeństwa Wewnętrznego, popełnił samobójstwo.

## Przysięga
W obliczu Boga Wszechmogącego i Jego Matki, Polskiej Korony Królowej. Tobie Polsko, Ojczyzno moja o moc swoja z wrogiem walcząca teraz i o wyzwolenie, ślubuję służbę i wierność aż do ostatniej w sercu kropli krwi. A że nie zdradzę i – jako członek Konfederacji Tatrzańskiej – praw jej bojowych i tajemnie dochowam, braciom swoim w walce o Polskę wszystkie swe siły oddam, Ty mi dopomóż Boże!

## Deklaracja ideowa
1. W poczuciu serdecznej i nierozerwalnej więzi, łączącej nas z walczącą w krwawym trudzie na wszystkich frontach świata Ojczyzną, my, posadowieni w góralskich jej rubieżach Polacy, zwieramy się w podhalańską linię bojową do walki z ogólnoludzkim, a szczególnie z naszym ciemiężącym nas od wieków, narodowym wrogiem – Niemcami.
2. Jesteśmy żołnierzami polskimi, którzy, w oczekiwaniu na dany przez Polskę znak do ostatecznej walnej rozprawy, trwając w czynnym, zorganizowanym pogotowiu, przygotowują teren, gromadzą środki bojowe, ostrzą swe bronie i umysły, niszczą siły przeciwnika na wszystkich dostępnych dla nich odcinkach wewnętrznej pracy społeczno-politycznej.
3. Jako żołnierze podlegamy Rządowi Rzeczpospolitej Polskiej w Londynie i Naczelnemu Dowództwu Sił Zbrojnych w Kraju.
4. Nie mieszamy się do żadnych rozgrywek społeczno-politycznych pomiędzy Polakami, wychodząc z założenia, że Polak i żołnierz walczy o całość sprawy ojczystej, a nie o interesy poszczególnych partii i klatek społeczno-politycznych.
5. Dążymy do zjednoczenia całości narodu polskiego pod hasłem: Walka o wolną, niepodległą i demokratyczną Rzeczpospolita Polską. Będziemy walczyć bezwzględnie ze wszystkimi, co temu hasłu się przeciwstawią.
6. Nie chcemy dla siebie żadnych nagród, przywilejów ni praw, poza tymi, które należą się wszystkim prawym Polakom. Walczymy, bo tak nam każe polska i ludzka cześć, bo tak nam każe sumienie Polaka.
7. Ruchowi naszemu nadaliśmy odrębne formy organizacyjno-metodyczne tak, jak w odrębne są zagadnienia, o rozwiązanie których na swoim terenie walczymy. W pierwszym rzędzie pragniemy nadać znowu świętość i niewzruszoną powagę owej bezwzględnej, a przyćmionej nieco przez „krzeptowszczyznę” prawdzie, że słowo góral znaczy to samo co Polak z ducha i krwi.
8. W walce tej zespalamy się karnie ze wszystkimi walczącymi na ziemiach polskich organizacjami – i nie cofniemy się w niej przed męką i upokorzeniem, przed ofiarą mienia ni krwi, przed utratą życia samego.

Wolna Niepodległa Demokratyczna Rzeczpospolita Polska Niech Żyje!!!

## Upamiętnienie

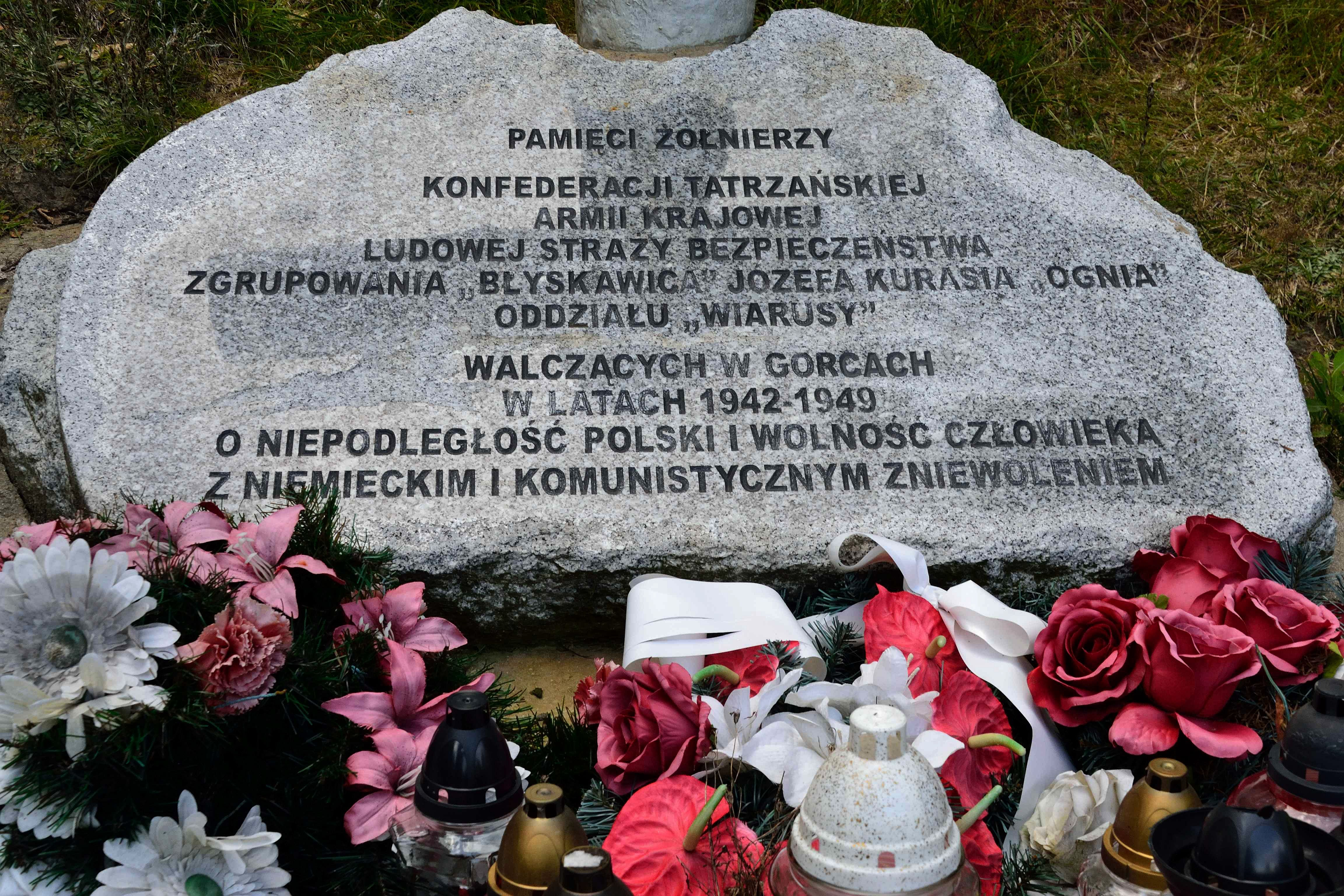
Kamień pamiątkowy Konfederacji Tatrzańskiej pod Turbaczem

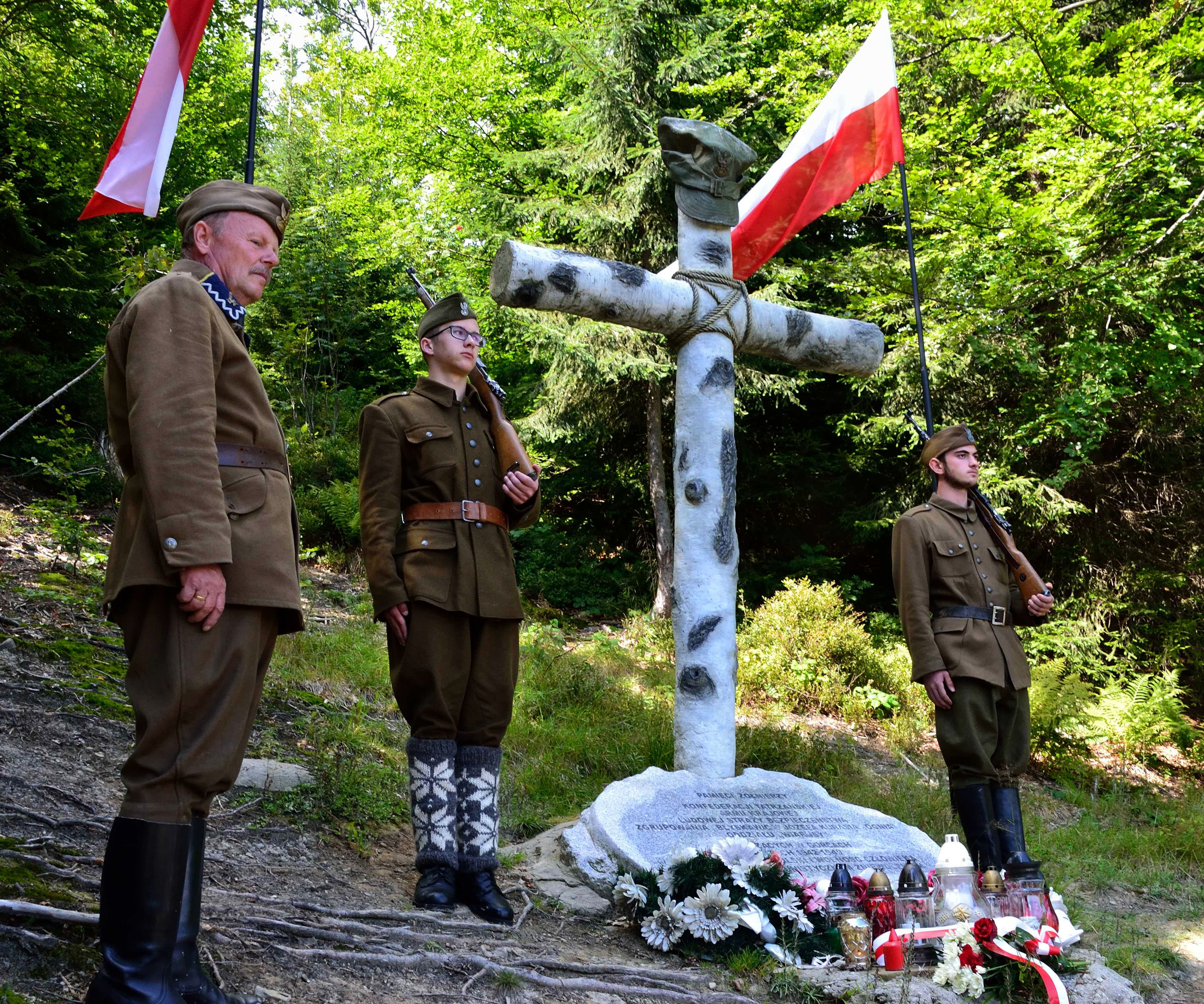
Uroczystości przy kamieniu (2018)

Imię Konfederacji Tatrzańskiej nosi Szkoła Podstawowa nr 5 w Nowym Targu.
10 czerwca 2016 roku na ścianie szkoły umieszczono tablice pamiątkową upamiętniającą Konfederację. Tablica została odsłonięta w ramach 3 dniowych uroczystości związanych z 75. rocznicą powstania organizacji. Patronat honorowy nad uroczystościami sprawował Prezydent Andrzej Duda.